# Нукс
Нукс — ручей в Ардатовском районе Нижегородской области России.

## Описание
Исток ручья находится в нескольких сотнях метрах к северо-востоку от рабочего посёлка Мухтолово. После этого ручей течёт на северо-запад, впадает в Нуксенское озеро. На выходе из озера ручей поворачивает на запад, на юг, на восток и снова на юг. Впадает в реку Тёша на её 134-м км правого берега вблизи села Саконы. Длина ручья составляет 21 километр, площадь водосбора — 102 квадратных километра. 
Ручей имеет 9 небольших притоков длиной менее 10 километров каждый, общая длина притоков — 28 километров. Среди них выделяются:
- слева: 
  -  овраг Мухтоловский
  -  река Засечная
  -  река Помела
- справа:
  - река Чёрная
  - река Шелокшей (Шелокшейка)